# 28340 Юкіхіро
28340 Юкіхіро (28340 Yukihiro) — астероїд головного поясу, відкритий 13 березня 1999 року.
Тіссеранів параметр щодо Юпітера — 3,200.
Названо на честь Юкіхіро (яп. ゆきひろ).